# Autonomer Bus (Wien)

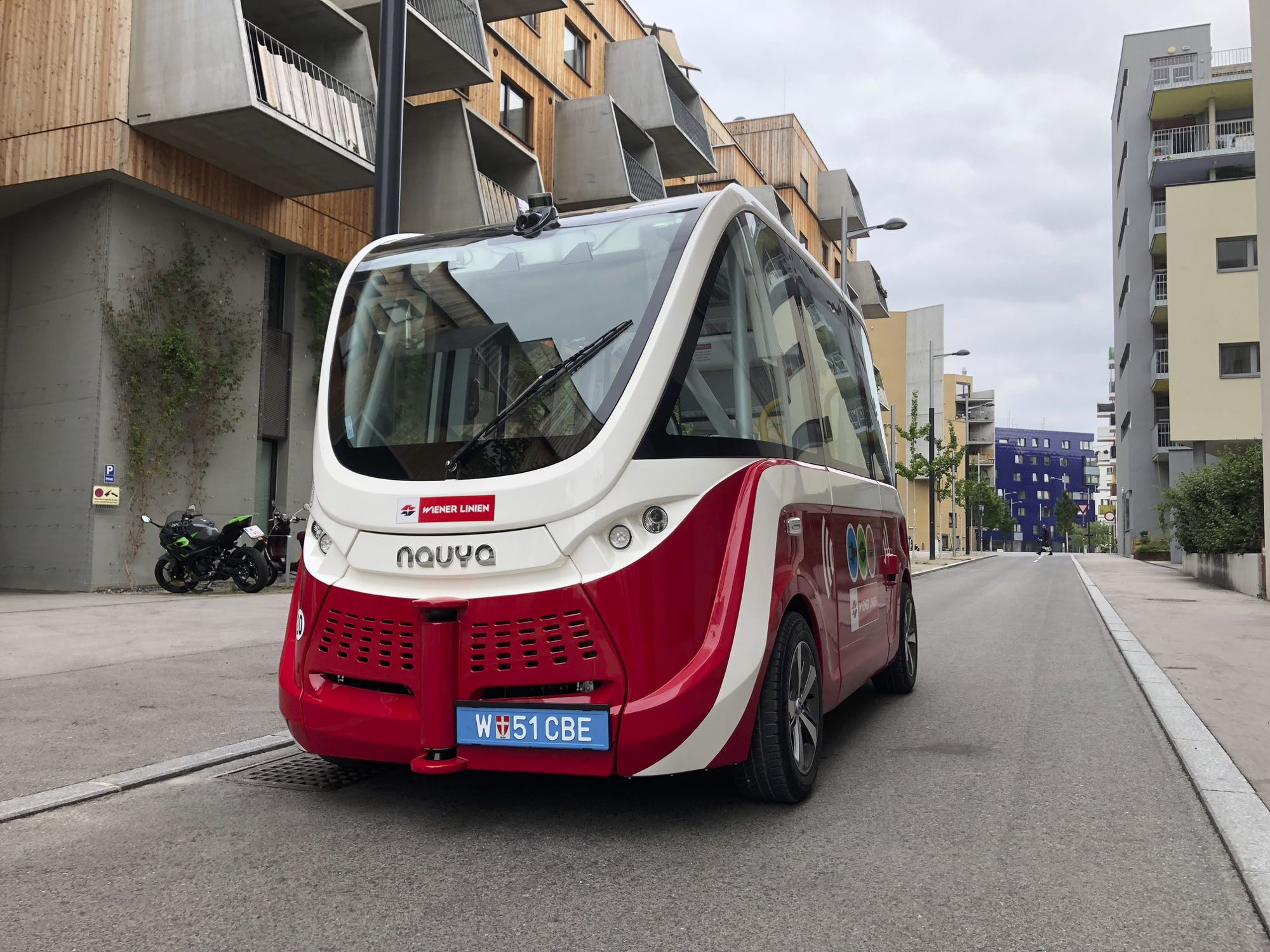
Fahrzeug des auto.Bus – Seestadt

Der autonome Bus im Wiener Stadtentwicklungsgebiet Seestadt Aspern war ein Versuchsbetrieb für autonomes Fahren.

## Fahrzeug
Die von dem französischen Unternehmen Navya produzierten Fahrzeuge haben je zehn Sitzplätze sowie einen Platz für Kinderwagen. Sie sind im Versuchsbetrieb für 20 km/h zugelassen. Eine neue Infrastruktur benötigen sie nicht. Geleitet werden sie durch GPS, Laserscanning und Odometrie. Weicht ein Fahrzeug merklich von der einprogrammierten Route ab, wird eine Zwangsbremsung ausgelöst. Gleiches gilt, wenn es sich auf ein Hindernis zubewegt. Das wird mit Sensoren festgestellt, die das Fahrzeug nach allen Richtungen absichern. Wird ein Fahrzeug automatisch gestoppt, kann es manuell vom sogenannten „Operator“ gesteuert werden.

## Betrieb
In der Seestadt Aspern testeten die Wiener Linien unter der Marke auto.Bus – Seestadt vom 6. Juni 2019 bis 30. Juni 2021 einen fahrerlosen Bus. Das geschah in Zusammenarbeit mit dem Austrian Institute of Technology, Siemens, dem TÜV Austria, dem Kuratorium für Verkehrssicherheit und dem Fahrzeughersteller.

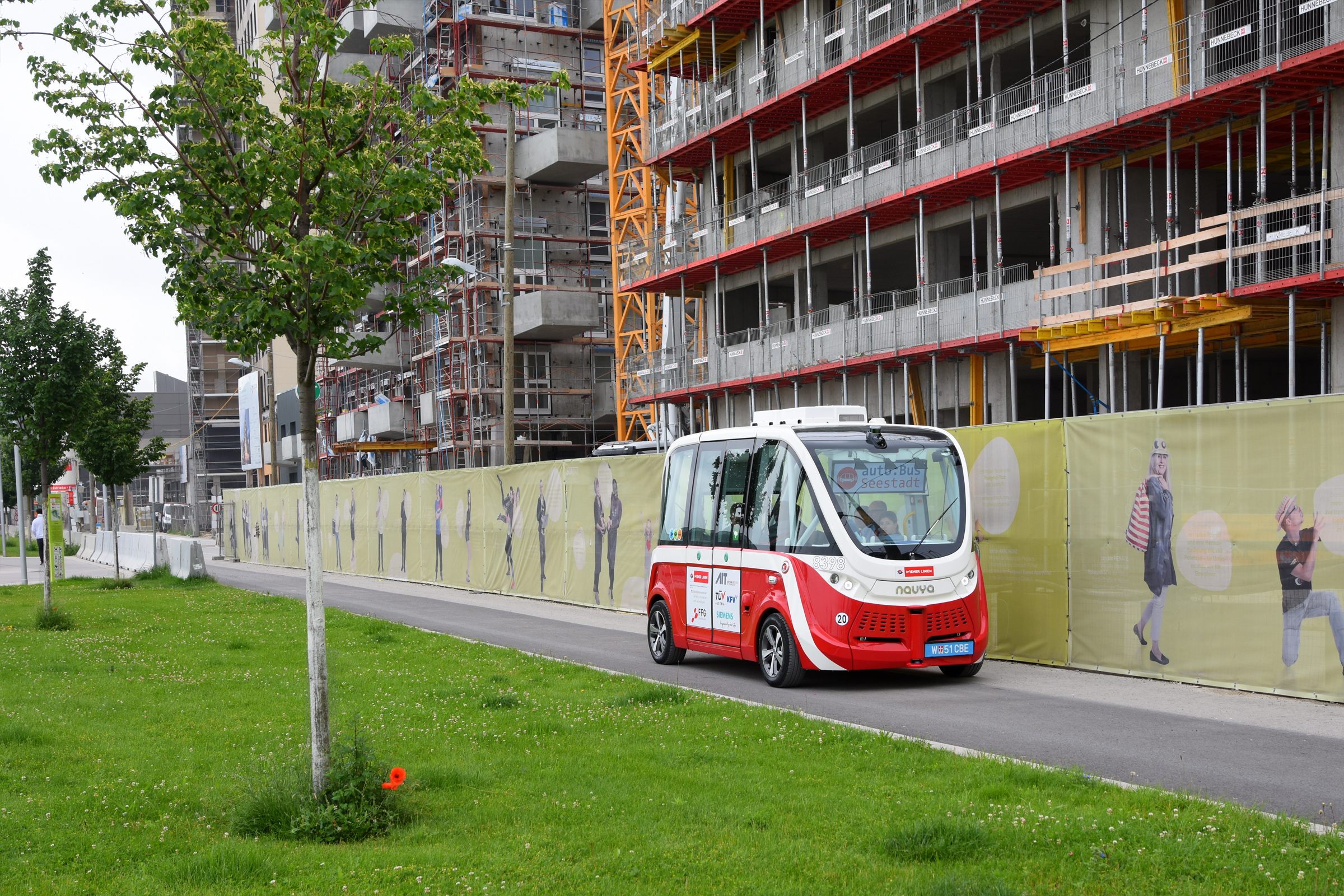
Navya Nr. 8398 in der Janis-Joplin-Promenade

Die Teststrecke führte von der U-Bahn-Station Seestadt über die Haltestellen „Seeseiten“, „Susanne-Schmida-Gasse“, „Schenk-Danzinger-Gasse“ und „Maria-Tusch-Straße“ bis zu den „FeelGood“ Apartments. Es gab keinen Taktfahrplan, aber auf der Website der Verkehrsbetriebe wurde angezeigt, wo sich der nächste Bus auf der zwei Kilometer langen Strecke befand. Während des Versuchsbetriebs kostete die Mitfahrt nichts.
Aus Sicherheitsgründen fuhr während des Versuchsbetriebs noch ein Fahrtbegleiter mit, der von Hand eingreifen und das Fahrzeug gegebenenfalls steuern konnte.

## Erkenntnisse
Der Testbetrieb in der Donaustadt endete im Juni 2021.
Die wesentliche Erkenntnis war, dass die Technologie des französischen Unternehmen Navya noch nicht marktreif ist und noch einige technologische Verbesserungen notwendig sind.
Insbesondere bei Schlechtwetter (starker Wind, leichter Schneefall, Starkregen oder Nebel) musste wiederholt auf manuellen Betrieb umgestellt werden.

## Unfall
Am 18. Juli 2019 lief eine Fußgängerin seitlich gegen den Bus und zog sich dabei leichte Abschürfungen zu. Nach Zeugenangaben hatte sie Kopfhörer auf und den Blick auf ihr Telefon gerichtet. Die Wiener Linien unterbrachen daraufhin den Testbetrieb bis zur Klärung des Vorfalls und übergaben die aufgezeichneten Daten an den Hersteller. Laut Wiener Linien habe die Analyse ergeben, dass der Bus vollkommen richtig reagiert habe, eine Notwendigkeit technischer Nachjustierungen würde man daher nicht sehen. Am 23. Juli 2019 nahmen sie den Betrieb wieder auf.